# Mitbestimmung
Mitbestimmung bezeichnet im weitesten Sinn die Mitwirkung und Mitentscheidung jener, die in einer – durch formale Rechts- oder Besitzverhältnisse begründeten – Abhängigkeitsbeziehung durch Entscheidungen anderer in ihrer Arbeits- und Lebensweise beeinflusst oder fremdbestimmt werden. Dabei geht es vor allem um die Beteiligung betroffener Menschen an Entscheidungsprozessen, deren Ergebnisse sie in unterschiedlicher Weise mitgestalten oder per Wahl mitbestimmen können.
Bezogen auf die Arbeitswelt bezeichnet Mitbestimmung im engeren Sinne die gleichberechtigte Mitwirkung der Arbeitnehmer oder ihrer Vertreter an unternehmenspolitischen und geschäftsführenden Entscheidungsprozessen in Form von Informations- und Vorschlagsrechten. Die Mitbestimmung von Arbeitnehmern ist Teil der Wirtschaftsdemokratie und eine Form der Mitarbeiterbeteiligung.
Die meisten Mitgliedstaaten der Europäischen Union verfügen über gesetzliche Mitbestimmungsregelungen. In Deutschland hat der Begriff politisch und rechtlich die Bedeutung von Einflussmöglichkeiten von Arbeitnehmern und ihren Repräsentanten auf Entscheidungen in ihrem Betrieb oder Unternehmen. Dabei wird unterschieden zwischen der betrieblichen Mitbestimmung nach dem Betriebsverfassungsgesetz, die durch den Betriebsrat, bei sozialen, personellen und wirtschaftlichen Angelegenheiten, ausgeübt wird, und der Mitbestimmung auf der Unternehmensebene, nach den Mitbestimmungsgesetzen (Montan-MitbestG, MitbestG und DrittelbG), durch die Mitbestimmung der Arbeitnehmervertreter im Aufsichtsorgan bei strategischen Entscheidungen. Die paritätische Regelung der Arbeits- und Beschäftigungsverhältnisse durch Tarifverträge stellt eine Sonderform der (verbandlichen) Mitbestimmung dar.

## Ziele der Mitbestimmung
Die Mitbestimmung in Betrieb und Unternehmen ist in einem langen historischen Prozess aus Arbeitskämpfen mit sehr unterschiedlichen Motiven und Zielsetzungen hervorgegangen. Einige sozial eingestellte Unternehmer und akademische Sozialreformer wollten aus liberaler Überzeugung, dass die Arbeitnehmer nicht als Fabrikuntertanen, sondern als gleichberechtigte Bürger behandelt werden, und setzten sich daher für Mitbestimmungsrechte ein. Der (preußische, wilhelminische) Staat wollte mit einer „versöhnenden Arbeiterpolitik“ die bürgerkriegsähnlichen Auseinandersetzungen zwischen Kapital und Arbeit, insbesondere im Ruhrgebiet, durch Anhörungs- und Mitwirkungsrechte (Arbeiterausschüsse) der Arbeitnehmer unterbinden. In der Weimarer Republik wurde das Mitbestimmungsrecht in der Verfassung festgeschrieben, und in der Bundesrepublik Deutschland hat das Bundesverfassungsgericht (Mitbestimmungsurteil vom 1. März 1979) den Arbeitnehmern das Mitbestimmungsrecht zugestanden. Für die Gewerkschaften ist die Mitbestimmung in Wirtschaft, Gesellschaft und Unternehmen ein zentrales Betätigungsfeld.
Mitbestimmung soll Arbeitnehmern Einfluss auf unternehmerische Entscheidungen ermöglichen. Das betrifft einerseits die Ordnung des Betriebs, die Arbeitsbedingungen und den Umgang mit dem Personal sowie wirtschaftliche Entscheidungen über die Entwicklung und Zukunft des Unternehmens und der Arbeitsplätze. In demokratischen Wahlverfahren bestimmen die Beschäftigten ihre Vertreter, die ihre Interessen gegenüber der Unternehmensleitung im Betriebsrat und als Arbeitnehmervertreter im Aufsichtsrat wahrnehmen.
In seinem Mitbestimmungsurteil vom 1. März 1979 stellt das Bundesverfassungsgericht fest:

„[Die Unternehmensmitbestimmung] hat die Aufgabe, die mit der Unterordnung der Arbeitnehmer unter fremde Leitungs- und Organisationsgewalt in größeren Unternehmen verbundene Fremdbestimmung durch die institutionelle Beteiligung an den unternehmerischen Entscheidungen zu mildern und die ökonomische Legitimation der Unternehmensleitung durch eine soziale zu ergänzen.“

### Wirtschaftsethische Begründung
Aus wirtschaftsethischer Sicht werden folgende Argumente zur Begründung der Mitbestimmung angeführt:
- Menschenwürde und Selbstbestimmung
- Gleichberechtigung von Kapital und Arbeit[7]
- Demokratieprinzip
- Kontrolle wirtschaftlicher Macht[8]

### Arbeitnehmerinteresse
Das Interesse der Arbeitnehmer an der Mitbestimmung liegt zum einen darin, an den Entscheidungen über die Arbeitsbedingungen beteiligt zu werden (betriebliche Ebene), und zum anderen auf die Unternehmenspolitik Einfluss zu nehmen (Unternehmensebene). Mitbestimmung soll die unternehmerische Orientierung an der Gewinnmaximierung durch explizite Berücksichtigung der Arbeitnehmerinteressen an langfristiger Beschäftigungssicherheit, humanen Arbeitsbedingungen und Beteiligung am wirtschaftlichen Erfolg ergänzen. Darüber hinaus wird die Mitbestimmung aus gewerkschaftlicher Sicht als Mittel zur Kontrolle wirtschaftlicher Macht und Teil einer umfassenden Demokratisierung der Wirtschaft begründet.

### Arbeitgeberinteresse
In der wissenschaftlichen Diskussion wird die These vertreten, dass auch die Arbeitgeber Interesse an Mitbestimmung haben. In der Personalwirtschaftslehre wird sie teilweise als ein zeitgemäßes Instrument zur Steigerung der Leistungsfähigkeit im Sinne von Produktivitätssteigerung, Verringerung der Fluktuationsraten und Erhöhung der Mitarbeitermotivation in einem Unternehmen angesehen. Einige jüngere Untersuchungen weisen darauf hin, dass die Reibungsverluste durch betriebliche Konflikte, Fluktuationen, innere Kündigungen etc. größer sein können als die angenommenen Effizienzeinbußen bei Einräumung von Mitbestimmungsrechten.

## Arten der Mitbestimmung (Mitbestimmungsebenen)
Es wird unterschieden zwischen vier Formen der Mitbestimmung:
1. Mitbestimmung am Arbeitsplatz
2. Betriebliche Mitbestimmung
3. Unternehmensmitbestimmung
4. Mitbestimmung in der Wirtschaft („Wirtschaftsdemokratie“)

### Mitbestimmung am Arbeitsplatz in Deutschland
Laut dem Betriebsverfassungsgesetz (BetrVG), §§ 81–84, hat der Arbeitnehmer Anspruch auf Mitbestimmung am Arbeitsplatz. Er hat dort Aufklärungsanspruch über Tätigkeitsmerkmale der Stelle und die Verantwortung, die er dort zu tragen hat. Der Arbeitgeber hat bei betrieblichen Planungen die Auswirkungen auf den Arbeitsplatz und auf die Tätigkeit den betroffenen Arbeitnehmer zu unterrichten und mit ihm zu erörtern. Außerdem muss er über die Gefahren der Arbeit aufgeklärt werden. Diese ergeben sich aus der nach dem Arbeitsschutzgesetz (ArbSchG) vorgeschriebenen und mitbestimmungspflichtigen Gefährdungsbeurteilung. Des Weiteren besitzt er ein Vorschlagsrecht sowie das Recht auf Akteneinsicht.
Neben den Rechtsansprüchen aus dem Betriebsverfassungsgesetz wurden in der letzten Dekade des 20. Jahrhunderts in vielen Betrieben diverse Formen direkter Arbeitnehmerpartizipation – Qualitätszirkel, Gruppenarbeit, Projektteams – eingeführt. Unter dem Einfluss der in Japan vorherrschenden „schlanken Produktion“ (Lean Management) ergriff das Management die Initiative zur Einführung von Gruppenarbeit. Nachdem die Gewerkschaften ihre anfängliche Skepsis aufgegeben hatten, handelten sie Rahmentarifverträge und Betriebsräte Betriebsvereinbarungen über Gruppenarbeit aus. Besondere Bedeutung erhielten die im Rahmen des Modellprojekts „Auto 5000“ von Volkswagen mit der IG Metall abgeschlossenen Verträge, die unter anderem die flächendeckende Einrichtung von Gruppenarbeit mit einem „hohen Niveau der Gruppenselbstorganisation“ vorsahen.

### Betriebliche Mitbestimmung

#### Deutschland
Gegenstand der betrieblichen Mitbestimmung sind Fragen der Ordnung im Betrieb, der Gestaltung der Arbeitsplätze, der Arbeitsabläufe und Arbeitsumgebung, wie beispielsweise die Verteilung der Arbeitszeit, Personalplanung und Richtlinien zur Auswahl von Personal, Sozialeinrichtungen, Zeiterfassung und Leistungskontrolle. In Deutschland ist die betriebliche Mitbestimmung im BetrVG, für den öffentlichen Dienst in Personalvertretungsgesetzen und im Bereich der Kirchen in den Mitarbeitervertretungsgesetzen geregelt.
Insbesondere werden darin Informations-, Anhörungs- und Mitwirkungsrechte der Arbeitnehmervertretung geregelt, aber auch Rechte für einzelne Arbeitnehmer, wie das Recht auf Anhörung und Beschwerde und die Einsicht in Personalakten. Im Vordergrund steht das Schutzbedürfnis der Belegschaft bzw. der Mitarbeiterschaft im Arbeitsalltag.

##### Organe der Mitbestimmung
- im Betrieb sind der Betriebsrat für die Beschäftigten (Arbeiter und Angestellte), die Jugend- und Auszubildendenvertretung und der Sprecherausschuss für die leitenden Angestellten nach dem Betriebsverfassungsgesetz,
- im öffentlichen Dienst der Personalrat nach den Personalvertretungsgesetzen von Bund und Ländern für Beamte, Soldaten und Tarifbeschäftigte (Arbeiter und Angestellte) und der Richterrat für Richter
- sowie in den Kirchen und kirchlich-karitativen Einrichtungen die Mitarbeitervertretung.

Seine Aufgabe ist die Interessenvertretung der Arbeitnehmer. Ab einer Belegschaft von fünf ständigen Arbeitnehmern besteht rechtlicher Anspruch auf die Wahl zum Betriebsrat, im öffentlichen Dienst und im Bereich der Kirchen ist die Wahl einer betrieblichen Interessenvertretung sogar verpflichtend.
Der Betriebsrat ist das wichtigste Organ der betrieblichen Mitbestimmung.

##### Zwingende Mitbestimmung
Im Kernbereich der Mitbestimmungsrechte stehen die in §§ 87 Abs. 1, 91, 94, 95, 97 Abs. 2, 98, 112 BetrVG normierten Tatbestände, die der gleichberechtigten Entscheidung von Arbeitgeber und Betriebsrat unterliegen. In diesen Fällen ist eine Einigung mit dem Betriebsrat oder ersatzweise der Spruch der Einigungsstelle gem. § 87 Abs. 2 BetrVG zur Wirksamkeit jeder den Arbeitnehmer belastenden Maßnahme erforderlich.
Dort, wo der Arbeitgeber nach den gesetzlichen Bestimmungen bestimmte Angelegenheiten nicht ohne den Betriebsrat wirksam regeln darf, kann der Betriebsrat vom Arbeitgeber den Abschluss von Betriebsvereinbarungen erzwingen, die unmittelbar und zwingend (zu Gunsten) aller Arbeitnehmer des Betriebes wirken. Die Erzwingbarkeit ergibt sich aus § 87 Abs. 2 BetrVG, der für den Fall einer scheiternden Einigung den Spruch der Einigungsstelle vorsieht.

##### Freiwillige Mitbestimmung
Von der erzwingbaren Mitbestimmung ist die freiwillige abzugrenzen. Freiwillige Mitbestimmung liegt dort vor, wo klare und unzweideutige Rechtsvorschriften – sei es in Form von Gesetzen oder in Form von Tarifverträgen – fehlen. Hier kann ein Arbeitgeber zwar freiwillig Betriebsvereinbarungen abschließen, erzwingen lassen sich solche Regelungen jedoch nicht.
Gesetzlich normiert sind Fälle der freiwilligen Mitbestimmung in § 88 BetrVG, der jedoch keine abschließende Regelung darstellt.

##### Verfahren und Verhaltenspflichten
Das Betriebsverfassungsgesetz regelt die Verfahren in solchen Fällen. Das Betriebsverfassungsgesetz verpflichtet die Betriebsräte zur vertrauensvollen Zusammenarbeit mit dem Arbeitgeber. Betriebsräte unterliegen der Friedenspflicht, Maßnahmen des Arbeitskampfes untersagt ihnen das Betriebsverfassungsgesetz.
Etwas eingeschränkt gilt dies in gleicher Weise für Personalräte und Mitarbeitervertretungen.
Eine besondere Stellung innerhalb der betrieblichen Mitbestimmung nehmen Jugendliche ein: Ihre Vertretung erfolgt durch die Jugend- und Auszubildendenvertretung JAV.

#### Europäische Union
Die betriebliche Mitbestimmung ist keine deutsche Spezialität. Wenn auch unter anderem Namen als dem des Betriebsrats, sind „österreichische, niederländische, dänische und schwedische Vertretungsorgane […] mit ähnlich weitreichenden Mitbestimmungsrechten ausgestattet wie der deutsche Betriebsrat. In Belgien, Finnland, Frankreich, Norwegen und Griechenland ist die betriebliche Mitbestimmung auf mittlerem Niveau ausgeprägt. Schwache Einflussrechte finden sich in der englischsprachigen Ländergruppe sowie in der Schweiz, in Italien und in Spanien“. Die Richtlinie 2002/14/EG des Europäischen Parlaments und der Europäischen Kommission vom 11. März 2002 schreibt die Einführung von betrieblichen Informations- und Konsultationsverfahren mit den Arbeitnehmern für Betriebe ab 50 Beschäftigten in allen Mitgliedstaaten vor.
Eine Arbeitnehmervertretung in grenzüberschreitend tätigen Großunternehmen in der Europäischen Union bzw. im Europäischen Wirtschaftsraum stellt seit 1994 der Europäische Betriebsrat dar, der das Recht auf Information und Anhörung durch die Unternehmensleitung besitzt.

### Unternehmensmitbestimmung
Gegenstand der Unternehmensmitbestimmung sind die unternehmerischen Entscheidungen, die im Aufsichtsrat von Kapitalgesellschaften fallen. An ihnen werden Arbeitnehmer durch ihre gewählten Vertreter aus dem Unternehmen und aus den im Unternehmen vertretenen Gewerkschaften beteiligt.
Es bestehen gewerkschaftsinterne Auflagen bezüglich der Aufsichtsratsvergütungen. So verlangt etwa die IG Metall, einen Prozentsatz der Vergütung als Mandatsträgerbeitrag an die Hans-Böckler-Stiftung abzuführen, und zwar 10 % der ersten 3500 Euro im Jahr und 95 % aller darüber hinausgehenden Bezüge.

#### Deutschland
In Deutschland unterliegen Kapitalgesellschaften gesetzlich festgelegt der Mitbestimmung, wenn sie mehr als 500 Mitarbeiter beschäftigen. Hier greifen die vergleichsweise schwachen Mitbestimmungsregelungen des Drittelbeteiligungsgesetzes (DrittelbG). Werden mehr als 2000 Mitarbeiter beschäftigt, gelten weiter reichende Mitbestimmungsregelungen des Mitbestimmungsgesetzes (MitBestG). Am weitesten reichen die Mitbestimmungsregelungen im Montan-Mitbestimmungsgesetz (MontanMitbestG). Es gilt für Montanbetriebe (Bergbau, Eisen, Stahl), die mehr als 1000 Mitarbeiter beschäftigen. In Deutschland haben 694 Unternehmen (Stand: 2008) Aufsichtsräte nach dem Mitbestimmungsgesetz gebildet, zwei Drittel davon mit einem 12-köpfigen, der Rest mit einem 16- oder 20-köpfigen Aufsichtsrat. Ca. 30 Unternehmen haben Aufsichtsräte nach dem Montanmitbestimmungsgesetz. Personengesellschaften sind nicht mitbestimmungspflichtig, da hier entsprechende Gesetze nicht gelten.
Organ der Unternehmensmitbestimmung ist der Aufsichtsrat. Der Aufsichtsrat besteht aus Vertretern der Arbeitnehmer und der Anteilseigner, seine Aufgaben sind die Bestellung und Abberufung des Vorstandes, die Überwachung der Geschäftsführung und die Prüfung der Bücher. In der Kommanditgesellschaft auf Aktien verfügt der Aufsichtsrat weder über Personalkompetenz, noch über Zustimmungsrechte zur Geschäftsführung (mitbestimmungsrechtliche Privilegierung der KGaA).
Bei der unternehmerischen Mitbestimmung haben in Deutschland nur die Arbeitnehmer das aktive und passive Wahlrecht, die einem Betrieb im Inland angehören (vgl. § 10 MitbestG). Daher bestanden Zweifel, ob das Mitbestimmungsrecht mit der europäischen Arbeitnehmerfreizügigkeit vereinbar ist. Der EuGH sieht jedoch im deutschen Mitbestimmungsrecht keinen Verstoß gegen die Arbeitnehmerfreizügigkeit.

#### Europäische Union
Deutschland ist, neben Österreich, das Land mit der längsten Geschichte der Mitbestimmung im Aufsichtsrat. Seit den 1970er Jahren ist jedoch die Mehrzahl der europäischen Staaten diesem Beispiel gefolgt, so dass mit Stand von 2009 in 18 EU-Ländern institutionalisierte Mitbestimmungsrechte auf Unternehmensebene existieren. In sechs Ländern (Irland, Spanien, Portugal Griechenland, Polen, Tschechien) verfügen nur staatliche und kommunale Unternehmen über Arbeitnehmervertreter in den Leitungsgremien. Der Anteil der Sitze in den Leitungsgremien ist in der Mehrzahl der Länder auf eine Drittelbeteiligung begrenzt, wobei in einigen Ländern für staatliche Unternehmen eine höhere Quote bis zur Parität möglich ist. Allein in Deutschland besteht auch für private Unternehmen eine (nominell) paritätische Vertretung. In den skandinavischen Staaten haben die Unternehmen oft nur ein eingliedriges Boardsystem (sog. monistisches statt dualistisches System), so dass die Arbeitnehmervertreter direkt an allen Entscheidungen der Unternehmensleitung beteiligt werden.

### Mitbestimmung in der Wirtschaft

#### Deutschland
Artikel 165 der Weimarer Verfassung postulierte ein dreistufiges Rätesystem: „Die Arbeiter und Angestellten sind dazu berufen, gleichberechtigt in Gemeinschaft mit den Unternehmern an der Regelung der Lohn- und Arbeitsbedingungen sowie an der gesamten wirtschaftlichen Entwicklung der produktiven Kräfte mitzuwirken.“ Dazu sollten 1. Betriebsarbeiterräte, 2. nach Wirtschaftsgebieten gegliederte Bezirksarbeiterräte sowie 3. ein Reichsarbeiterrat geschaffen werden. Für die „ihnen überwiesenen Gebiete“ sollten sie „Kontroll- und Verwaltungsbefugnisse“ übernehmen und bei den Sozialisierungsgesetzen mitwirken. Aber außer dem Betriebsrat blieben die Organe der übrigen Ebenen weitgehend wirkungslos. In ihrem Programm zur „Wirtschaftsdemokratie“ von 1928 und dem Münchener Programm von 1949, das eine Demokratisierung der Wirtschaft anstrebte, hielten die Gewerkschaften an der Forderung nach paritätisch besetzten Wirtschafts- und Sozialräten auf sektoraler und gesamtwirtschaftlicher Ebene fest.

#### Europäische Union
An der Erarbeitung und Diskussion von Richtlinien auf dem Gebiet des Wirtschafts- und Arbeitslebens werden die Sozialpartner und ihre Verbände im Europäischen Wirtschafts- und Sozialausschuss beteiligt.

### Sonderformen
Die Mitbestimmung der Belegschaft kann auch durch Gesellschaftsvertrag oder Satzung der Gesellschaft gewährt werden. Hier sind die Übergänge zur Selbstverwaltung von Unternehmen fließend. Die Beteiligung kann einerseits dadurch erfolgen, dass die Beschäftigten „Miteigentümer“ (Aktionäre, Genossen, Inhaber von Geschäftsanteilen, Komplementäre, Mitglieder) des Unternehmens werden. Die Belegschaft kann aber auch neben den „Eigentümern“ z. B. an der Wahl des Vorstandes oder der Geschäftsführung beteiligt werden oder ihr können Mitbestimmungsrechte bei der Geschäftsführung (wirtschaftliche Entscheidungen) eingeräumt werden. Eine Beteiligung der Arbeitnehmer kann bei Personengesellschaften festgeschrieben werden. Dasselbe gilt für Vereine. Bei Kapitalgesellschaften ist eine satzungsmäßige Beteiligung nur bei der GmbH möglich. Bei Aktiengesellschaften kann wegen der Satzungsstrenge eine Mitarbeiterbeteiligung nur über Beteiligung der Belegschaft an den ausgegebenen Aktien hergestellt werden, eine Beteiligung an der Geschäftsführung ist hier in keinem Fall möglich. Die Satzungsstrenge gilt in abgeschwächter Form auch für Genossenschaften.
Besonders häufig ist die Beteiligung des Belegschaft an unternehmerischen Entscheidungen durch Satzung oder Gesellschaftsvertrag bei Verlagen anzutreffen, wo z. B. der Redaktion Mitentscheidungsrechte eingeräumt werden.

## Geschichtliche Daten zu deutschen Mitbestimmungsgesetzen
Entwicklungen und Ereignisse, die als Vorläufer der Mitbestimmungsforderungen und -regelungen bezeichnet werden:

### Deutscher Bund (1815 bis 1871)
- 1848: Die verfassunggebende Nationalversammlung behandelte den Minderheitenentwurf einer Gewerbeordnung, in der unter anderem der Unternehmerwillkür Grenzen durch die Vorgesetztenwahl und durch eine paritätische Besetzung der einzurichtenden Gewerbekammern gesetzt werden sollten.[21]
- 1850: In vier Kattundruckereien im sächsischen Eilenburg wurden die ersten Arbeiterausschüsse eingerichtet.[22]

### Kaiserreich (1871 bis 1918)
- 1891: Nach Aufhebung der Sozialistengesetze konnten Arbeiterausschüsse auf freiwilliger Basis gegründet werden. Dies geschah aber nur dort, wo es auch aktive Gewerkschaften bzw. deren Vorläufer gab (z. B. Druckgewerbe).
- 1900: Der bayerische Landtag beschließt die obligatorische Einführung von Bergarbeiterausschüssen in seinem Hoheitsgebiet.
- 1905: Als Reaktion auf den Streik im Ruhrkohlebergbau wurde im preußischen Berggesetz die Einführung von Arbeiterausschüssen im Bergbauunternehmen mit mehr als 100 Beschäftigten verankert.
- 1916: Das Gesetz über den vaterländischen Hilfsdienst sah Arbeiterausschüsse für alle kriegs- und versorgungswichtigen Unternehmen mit mehr als 50 Beschäftigten vor. Diese Arbeiter- und Angestelltenausschüsse hatten ein Anhörungsrecht in sozialen Angelegenheiten.

### Weimarer Republik (1919 bis 1933)
- 1920: Das Betriebsrätegesetz wurde verabschiedet. Für Betriebe mit mehr als 20 Beschäftigten war ein Betriebsrat vorgesehen, dessen Aufgaben darin liegen sollten, die sozialen und wirtschaftlichen Interessen der Arbeitnehmer zu vertreten und Einfluss auf die Betriebsleitung und -leistung zu nehmen.

### Nationalsozialismus (1933 bis 1945)
Nach der nationalsozialistischen Machtübernahme hob
- 1934: das Gesetz zur Ordnung der nationalen Arbeit vom 20. Jan. 1934 (RGBl. I S. 45) das Betriebsrätegesetz auf; die Auflösung der Gewerkschaften wurde betrieben. Für den Bereich des öffentlichen Dienstes wurde das Gesetz zur Ordnung der Arbeit in öffentlichen Verwaltungen und Betrieben vom 23. März 1934 (RGBl. I S. 220) erlassen. Für beide Gesetze sind zahlreiche Durchführungsverordnungen ergangen.[23]

### Länder in den alliierten Besatzungszonen (1945 bis 1949)
Nach dem Zusammenbruch 1945 erfolgte eine Neuordnung der Mitbestimmung, z. T. für Wirtschaft und Verwaltung,
- 1946: Der Alliierte Kontrollrat erlaubte durch das Kontrollratsgesetz Nr. 22 vom 10. April 1946[24] die Bildung von Betriebsräten nach dem Muster der Weimarer Zeit.

In verschiedenen Landesverfassungen der alten (Bundes-)Länder wurden Mitbestimmungsregelungen vorgesehen:
- Art. 175 der Verfassung des Freistaates Bayern vom 2. Dez. 1946 (Mitbestimmung nur bei wirtschaftlichen Unternehmungen),
- Art. 17 der Verfassung von Berlin vom 1. Sept. 1950 (Das Mitbestimmungsrecht der Arbeiter und Angestellten in Wirtschaft und Verwaltung ist durch Gesetz zu gewährleisten.),
- Art. 26 der Verfassung für das Land Nordrhein-Westfalen vom 28. Juni 1950 (Recht der Arbeitnehmer auf gleichberechtigte Mitbestimmung bei der Gestaltung der wirtschaftlichen und sozialen Ordnung),
- Art. 67 der Verfassung für Rheinland-Pfalz vom 18. Mai 1947 (Mitwirkung für alle in der Wirtschaft tätigen Menschen, Betriebsvertretungen),
- Art. 58 der Verfassung des Saarlandes vom 15. Dez. 1947 (Anhörungspflicht der Regierung der Vereinigung der Arbeitgeber und Arbeitnehmer in Wirtschaftsgemeinschaften, Betriebsrat zur Wahrung der wirtschaftlichen und sozialen Interessen der Arbeitnehmer; Abs. 3 enthält eine Institutsgarantie für Betriebsräte und einen Regelungsauftrag für ein Betriebsrätegesetz[25]).

Nur in zwei Ländern gilt die Mitbestimmung ausdrücklich als uneingeschränktes Grundrecht sowohl in der Wirtschaft als auch im öffentlichen Dienst:
- Art. 47 der Verfassung der Freien Hansestadt Bremen vom 21. Okt. 1947 (Gesetzblatt S. 251): Gemeinsame Betriebsvertretungen für alle Personen in Betrieben und Behörden durch Wahl der Arbeitnehmer; Mitbestimmung in wirtschaftlichen, sozialen und personellen Fragen des Betriebes,
- Art. 37 der Verfassung des Landes Hessen vom 1. Dez. 1946 (Gesetz- und Verordnungsblatt S. 229): In allen Betrieben und Behörden erhalten Angestellte, Arbeiter und Beamte gemeinsame Betriebsvertretungen durch Wahl der Arbeitnehmer; Mitbestimmung in sozialen, personellen und wirtschaftlichen Fragen.[26][27]

### Mitbestimmungsgesetz von 1949 bis 1990
- 1949: Mitbestimmungsregelungen enthielt auch § 75 Gesetz Nr. 15 der Militärregierung über die Verwaltungsangehörigen der Verwaltung des Vereinigten Wirtschaftsgebietes (VOBl. 1949 S. 57),
- 1951: Durch das Mitbestimmungsgesetz für die Montanindustrie kam als neue Ebene Mitbestimmung auf der Unternehmensebene hinzu. In Montanunternehmen (Bergbau, Eisen und Stahl) mit mehr als 1.000 Mitarbeitern wird der Aufsichtsrat paritätisch mit Arbeitnehmer- und Kapitalvertretern besetzt; der Unternehmensvorstand wird um einen (nicht gegen die Mehrheit der Arbeitnehmervertreter im Aufsichtsrat bestellten) Arbeitsdirektor erweitert.
- 1952: Das Betriebsverfassungsgesetz regelt die Mitwirkung und Mitbestimmung der Arbeitnehmer.
- 1955: Bundespersonalvertretungsgesetz vom 5. Aug. 1955
- 1972: Gründliche Neufassung des Betriebsverfassungsgesetzes mit erweiterten Mitbestimmungsrechten des Betriebsrats.
- 1976: Das Mitbestimmungsgesetz führt eine Mitbestimmung auf der Unternehmensebene außerhalb der Montanindustrie in Kapitalgesellschaften mit mehr als 2.000 Beschäftigten ein.
- 1979: Das Bundesverfassungsgericht weist die Verfassungsbeschwerde von neun Unternehmen und 29 Arbeitgeber- und Unternehmerverbänden gegen das Mitbestimmungsgesetz mit dem Argument zurück, dass das Grundgesetz wirtschaftspolitisch neutral sei.
- 1988: Änderung des Betriebsverfassungsgesetzes (u. a. Unterrichtungs- und Beratungsrechte bei Einführung neuer technischer Anlagen).

### Mitbestimmungsgesetze nach der Einheit Deutschlands

#### Verfassungen der neuen Bundesländer (nach 1990)
Von den neuen Bundesländern haben lediglich drei Mitbestimmungsregelungen in ihre Verfassungen aufgenommen:
- Art. 50 der Verfassung des Landes Brandenburg vom 20. Aug. 1992 (Nach Maßgabe der Gesetze haben sowohl die Beschäftigten und ihre Gewerkschaften das Recht zur Mitbestimmung in Angelegenheiten der Betriebe, Unternehmen und Dienststellen.),
- Art. 50 der Verfassung des Freistaates Sachsen vom 27. Mai 1992 (Nach Maßgabe der Gesetze das Recht auf Mitbestimmung für die Vertretungsorgane der Beschäftigten in Betrieben, Dienststellen und Einrichtungen des Landes.),
- Art. 37 der Verfassung des Freistaats Thüringen vom 29. Okt. 1993 (Nach Maßgabe der Gesetze haben die Beschäftigten und ihre Verbände das Recht auf Mitbestimmung in Angelegenheiten ihrer Betriebe, Unternehmen oder Dienststellen.),

#### Bundesgesetze
- 2001: Änderung des Betriebsverfassungsgesetzes (u. a. Vereinfachung des Wahlverfahrens; Herabsetzung der Freistellungsschwelle; Mitbestimmung über „Grundsätze der Gruppenarbeit“).
- Das BetrVG 1952 wird durch das Drittelbeteiligungsgesetzes (DrittelbG) ersetzt.

## Deutsche Mitbestimmungsgesetze

### Montan-Mitbestimmungsgesetz von 1951
Die Montanmitbestimmung ist im Wesentlichen durch das Verhalten der großen deutschen Konzerne in der Nazizeit zustande gekommen (siehe auch: Wirtschaft im nationalsozialistischen Deutschland). Unmittelbar nach Ende des Zweiten Weltkrieges hatten die Alliierten die schwerindustriellen Industriekonglomerate an der Ruhr, Hitlers Bastionen der Kriegswirtschaft, beschlagnahmt. Um die wirtschaftliche Macht in Deutschland zu kontrollieren, sollten die Konzerne entflochten werden. Eine alliierte Kontrollbehörde für die Norddeutsche Eisen- und Stahlindustrie zerlegte gemeinsam mit einer deutschen Treuhandverwaltung, unter Beteiligung der Gewerkschaften, die Konzerne. Im April 1948 war die Entflechtung der Eisen- und Stahlindustrie abgeschlossen: in 23 neugegründeten Hüttenwerken wurden die Aufsichtsräte paritätisch mit Arbeitnehmervertretern (neben zwei Betriebsangehörigen drei externe Gewerkschaftsvertreter) besetzt und der Unternehmensvorstand um einen von Arbeitnehmerseite bestellten Arbeitsdirektor erweitert. Die paritätische Unternehmensmitbestimmung war zu diesem Zeitpunkt noch ein Provisorium – weder gesetzlich noch vertraglich abgesichert.
Als die konservative Parlamentsmehrheit in der neu konstituierten Bundesrepublik die paritätische Mitbestimmung abschaffen wollte, zeigte der DGB unter der Leitung von Hans Böckler Kampfentschlossenheit. Nach massiver Streikandrohung der Gewerkschaften (Urabstimmungen in der IG Metall und IG Bergbau und Energie) kam es zur Einigung zwischen Konrad Adenauer und Hans Böckler. Mit dem Gesetz über die Mitbestimmung der Arbeitnehmer in den Aufsichtsräten und Vorständen der Unternehmen des Bergbaus und der Eisen und Stahl erzeugenden Industrie vom 21. Mai 1951 (MontanMitbestG) wurde in der Montanindustrie die paritätische Mitbestimmung gesetzlich ratifiziert. Dieses am 7. Juni 1951 in Kraft getretene Gesetz sah eine paritätische Besetzung der Aufsichtsräte mit Vertretern der Arbeitnehmer- und der Kapitalseite vor.
Auf Arbeitnehmerseite ist neben betrieblichen Vertretern und Gewerkschaftsvertretern auch ein „weiteres Mitglied“ zu benennen. Dieses soll die Interessen der Öffentlichkeit wahrnehmen. Zur Auflösung möglicher Patt-Situationen ist ein neutrales Mitglied vorgesehen, auf das sich die Parteien einigen müssen. Im Unternehmensvorstand ist zudem ein Mitglied für die Personal- und Sozialbelange (Arbeitsdirektor) zu ernennen. Seine Bestellung kann nicht gegen die Stimmen der Mehrheit der Arbeitnehmervertreter im Aufsichtsrat erfolgen.
Die folgenden Jahre waren vom Versuch der Unternehmen gekennzeichnet, das Montan-Gesetz auszuhöhlen bzw. seinem Geltungsbereich zu entfliehen. Zum Beispiel gründete der Stahlkonzern Mannesmann eine Obergesellschaft, die nicht unter das Montanmitbestimmungsgesetz fiel, weil sie ja keinen Stahl herstellte. Das Mitbestimmungsergänzungsgesetz („Lex Mannesmann“) schloss dann das Schlupfloch, durch Bildung einer Konzernobergesellschaft die Montanmitbestimmung auszuhebeln. Allerdings weichen einige Regelungen in diesem Gesetz von der Ursprungsintention ab, nicht nur betriebliche Interessenvertreter, sondern auch Vertreter der nicht nur mit betriebsbezogenen Interessen verbundenen Öffentlichkeit an den Unternehmensentscheidungen zu beteiligen. (Das „weitere Mitglied“ entfällt, ebenso Plätze für den Gewerkschaftsbund und der Einfluss der Arbeitnehmerseite bei der Bestellung des Arbeitsdirektors ist geringer als beim Montanmitbestimmungsgesetz.)
Ende der sechziger Jahre gab es verstärkte Überlegungen bei Parteien und Gewerkschaften, wie die Montanmitbestimmung oder eine ähnliche Regelung für die gesamte Wirtschaft verbindlich gemacht werden könnte.

### Betriebsverfassungsgesetz vom 11. Oktober 1952
Mit diesem Gesetz wurden Regelungen zur betrieblichen Mitbestimmung durch den Betriebsrat (siehe Betriebsverfassung) und zur Mitbestimmung in Unternehmen eingeführt.
Dem Betriebsrat als eine von allen Arbeitnehmern des Betriebs zu wählenden Interessenvertretung wurden abgestufte Beteiligungsrechte (Information, Konsultation, Mitbestimmung) in sozialen, personellen und wirtschaftlichen Angelegenheiten eingeräumt. Die wirtschaftlichen Entscheidungen wurden zwar informationspflichtig, blieben aber ansonsten weitgehend unangetastet.
Nach §§ 76 ff BetrVG wurden bei Gesellschaften mit beschränkter Haftung, die mehr als 500 Mitarbeiter beschäftigten, und bei Aktiengesellschaften (Ausnahme: Familiengesellschaften) ein Drittel der Aufsichtsratsmitglieder von den Arbeitnehmern gewählt. Für den Aufsichtsrat einer AG, GmbH oder Genossenschaft gilt eine Drittelbeteiligung, das heißt, pro zwei sonstige Aufsichtsratsmitglieder können Betriebsrat oder Gesamtbetriebsrat je einen Arbeitnehmervertreter entsenden. Auch die Beteiligung an Ausschüssen des Aufsichtsrats ist vorgeschrieben.
Das BetrVG 1952 wurde durch das Drittelbeteiligungsgesetz vom 18. Mai 2004 ersetzt.

### Betriebsverfassungsgesetz vom 15. Januar 1972
Das BetrVG 1952 wurde 1972 durch ein neues Gesetz ergänzt. Das neue BetrVG 1972 beinhaltet ausschließlich Regelungen zur Arbeitnehmerbeteiligung auf Betriebsebene. Die Regelungen zur Unternehmensmitbestimmung bestanden bis zum Inkrafttreten des Drittelbeteiligungsgesetzes (s. u.) im BetrVG 1952 weiter.
Im BetrVG 1972 wurden unter anderem die Mitbestimmungsrechte im sozialen und personalen Bereich und der Schutz des Betriebsrates ausgebaut. Neben der Stellung der Gewerkschaft wurden auch die Rechte des einzelnen Arbeitnehmers gestärkt, dem gewisse Mitwirkungs- und Beschwerderechte eingeräumt werden.
Kaum verändert hat sich der überwiegend reaktive, auf Vetorechten beruhende Charakter der Mitbestimmung, der fast ausschließlich auf den sozialen Schutz der Arbeitnehmer und auf die Kontrolle von Machtmissbrauch durch die Unternehmerseite ausgerichtet ist. Einige wenige Initiativrechte gibt es nur im sozialen und personalen Bereich.
Nicht verändert hat sich das zugrunde liegende Harmonieprinzip, bei dem man neuerdings jedoch nicht mehr die „Berücksichtigung des Gemeinwohls“ fordert. Und nicht geändert hat sich auch das Fehlen echter Mitbestimmung in wirtschaftlichen Fragen, sieht man von einer Informationspflicht im Wirtschaftsausschuss und den Informations- und Beratungsrechten bei geplanten Betriebsänderungen ab, soweit diese „wesentliche Nachteile“ für die Belegschaft zur Folge haben.

### Mitbestimmungsgesetz vom 4. Mai 1976
Nach langen Vorüberlegungen und Auseinandersetzungen im Parlament wurde 1976 das Mitbestimmungsgesetz für alle deutschen Kapitalgesellschaften (AG, Genossenschaft, GmbH und KGaA) mit über 2000 Beschäftigten verabschiedet. Es sieht eine formale Parität der Arbeitnehmervertreter im Aufsichtsrat vor: diese haben zwar die gleiche Anzahl an Sitzen wie die Kapitalvertreter, die Möglichkeit, sich gleichberechtigt und gleichgewichtig durchzusetzen, ist aber durch zwei Modifikationen geschwächt: zum einen ist zwingend auf der Arbeitnehmerseite ein leitender Angestellter vertreten; zum anderen kann die Anteilseignerseite in Pattsituationen mit dem Doppelstimmrecht des Aufsichtsratsvorsitzenden die Arbeitnehmer überstimmen.
Der Aufsichtsrat besteht je nach Unternehmensgröße aus 12, 16 oder 20 Mitgliedern. Für die in den Unternehmen vertretenen Gewerkschaften werden 2 bis 3 Sitze reserviert. Die restlichen Sitze auf Arbeitnehmerseite werden auf die Arbeiter, Angestellten und leitenden Angestellten nach ihrem Anteil im Unternehmen verteilt, wobei mindestens ein Sitz auf jede Gruppe fällt. Ergebnislos endete die Arbeit der von Bundeskanzler Schröder 2005 eingesetzten Mitbestimmungskommission aus Arbeitgebern und Gewerkschaften. Sie sollte der Bundesregierung einvernehmliche Empfehlungen für Änderungen vorlegen.

### Drittelbeteiligungsgesetz vom 18. Mai 2004
Das Drittelbeteiligungsgesetz gibt den Arbeitnehmern in Aktiengesellschaften, Kommanditgesellschaften auf Aktien, Gesellschaften mit beschränkter Haftung, Versicherungsvereinen auf Gegenseitigkeit sowie Erwerbs- und Wirtschaftsgenossenschaften mit jeweils mehr als 500 Mitarbeitern ein Mitbestimmungsrecht im Aufsichtsrat dieser Gesellschaften, der zu einem Drittel aus Arbeitnehmern bestehen muss. Es ersetzt das Betriebsverfassungsgesetz von 1952 (§§ 76 ff.).

## Bewertung der Unternehmensmitbestimmung in Deutschland
Während die betriebliche Mitbestimmung durch den Betriebsrat nach der noch kontroversen Auseinandersetzung um die Novellierung des Betriebsverfassungsgesetzes von 1972 weitgehend akzeptiert wird, werden zur Unternehmensmitbestimmung der Arbeitnehmer seit ihrer Einführung mit dem Montan-Mitbestimmungsgesetz von 1951 weiterhin gegensätzliche Standpunkte vertreten. Dies gilt insbesondere für das Mitbestimmungsgesetz von 1976.

### Wissenschaft
Vertreter der Theorie der Verfügungsrechte argumentieren, dass eine gesetzlich fixierte Mitbestimmung nicht zu Pareto-Optimalität führen könne. Folge seien in der Regel ökonomisch ineffiziente Organisationsstrukturen. Staatliche Mitbestimmungsregelungen führten zudem zu einer Loslösung der Entscheidungen vom damit verbundenen Risiko. Die Vertreter der theoretischen Gegenposition, der Partizipationstheorie, erwarten durch Mitbestimmung hingegen eine „Steigerung der Motivation und Kooperation der Beschäftigten“ und somit eine Kooperationsrente.
Dieter Sadowski hat 1997 die bis dahin vorliegenden Untersuchungen zur Unternehmensmitbestimmung dahingehend resümiert, dass – „aufgrund massiver methodischer Probleme“ – „eine Evaluation der Wirkung von Mitbestimmung auf die Profitabilität deutscher Unternehmen allein durch Erfassung der Aufsichtsratsmitbestimmung nicht erfolgversprechend ist“. In einer neueren Publikation resümiert Sigurt Vitols vom Wissenschaftszentrum Berlin den aktuellen Forschungsstand von sechs Untersuchungen zur ökonomischen Performanz der Unternehmensmitbestimmung wie folgt: drei Studien zeigen positive Auswirkungen auf die Produktivität oder Innovation oder Rendite, zwei Studien erbrachten neutrale Effekte hinsichtlich Börsenbewertung und Rendite, eine sechste Untersuchung schließlich rechnet mit einem Börsenabschlag von 31 Prozent bei mitbestimmten Unternehmen.
Der Bielefelder Wirtschaftshistoriker Werner Abelshauser kennzeichnet die Mitbestimmung als „eine produktive Ressource der deutschen Wirtschaft“. Sie sei „von Anfang an Teil des wirtschaftlichen Erfolgsrezeptes gewesen, das die Dynamik und die Wettbewerbsfähigkeit der deutschen Industrie begründet hat – und immer noch fördert“. Ihr wirtschaftlicher Wert liege nicht allein „in ihrer irenischen und sozialpolitischen Funktion, sondern darüber hinaus in ihrem Beitrag zur Stabilisierung und Senkung von Produktions- und Transaktionskosten innerhalb komplexer Markt- und Produktionsprozesse“.
Der Ökonom Axel von Werder, Leiter des von namhaften deutschen Unternehmen geförderten „Berlin Center of Corporate Governance (BCCG)“, bemängelt an der Unternehmensmitbestimmung die aus seiner Sicht fehlende Effizienz des Systems. Die Größe der Gremien, vor allem im Aufsichtsrat, sei überdimensioniert, der Zwang zum Kompromiss verhindere, dass strittige Themen eindeutig und schnell im Aufsichtsrat gelöst werden, und möglicherweise entsprechen die Fähigkeiten der gewählten Arbeitnehmervertreter nicht der benötigten Qualifikation in einem großen Konzern. Ebenso bestehe ein Legitimationsproblem bei internationalen deutschen Konzernen, da nur inländische Arbeitnehmer in den Aufsichtsrat gewählt werden können. Des Weiteren bestehe ein Interessenkonflikt bei den Arbeitnehmervertretern im Aufsichtsrat beispielsweise bei Tarifverhandlungen und Standortverlagerungen zur Stärkung der Wettbewerbsfähigkeit.
Ein tendenziell positives Fazit zur Mitbestimmung im Aufsichtsrat zieht der Corporate-Governance-Experte Nico Raabe vom Institut für Management der Berliner Humboldt-Universität. In einer empirischen Studie, die sich auf persönliche Interviews mit Aufsichtsratsmitgliedern beider Bänke aus 26 der DAX-30 Gesellschaften stützt, kommt er zu dem Ergebnis, dass die Mitbestimmung dort, wo sie „den Erwartungen nicht gerecht wird, weniger an institutionellen Mängeln der Gesetzgebung leidet als an einer fehlenden Bereitschaft der Akteure, die Zusammenarbeit im mitbestimmten Aufsichtsrat im Sinne des Unternehmensinteresses pragmatisch und ergebnisorientiert zu praktizieren.“ Eine primäre Verantwortung der Arbeitnehmervertreter für Probleme in der Aufsichtsratspraxis sei nicht zu erkennen. Vielmehr orientieren sich die Arbeitnehmervertreter im guten wie im schlechten Sinne am Vorbild des Verhaltens der so genannten Kapitalseite. In einer Mehrheit der DAX 30-Unternehmen funktioniere die Aufsichtsratsarbeit daher effizient und reibungslos. Die Mitbestimmung im Aufsichtsrat trage sogar vielfach dazu bei, Sachverhalts- und Meinungsfilter zu überwinden und damit die Qualität der Arbeit der Gremien zu verbessern.

### Gewerkschaften
Befürworter des deutschen Modells wie Gewerkschaften, gewerkschaftsnahe Institutionen sowie auch gewerkschaftlich nicht organisierte Arbeitnehmervertreter, aber auch verschiedene Sozial-, Politik-, Rechts- und Wirtschaftswissenschaftler sehen die betriebliche und Unternehmensmitbestimmung als ein erfolgreiches Modell, das durch die Einräumung von Mitbestimmungsrechten an die Arbeitnehmer und ihre Repräsentanten in erheblichem Umfang zur Sicherung des sozialen Friedens beigetragen hat; von gewerkschaftlicher Seite spricht man gar von einem „Standortvorteil“. Die Mitbestimmung sei sowohl als Informationsquelle als auch als Kontrollorgan Bestandteil des bundesdeutschen Wirtschafts- und Sozialsystems und wird als „eine tragende Säule unserer Demokratie“ bezeichnet. Die Mitbestimmung im Betrieb und Unternehmen hat nach Meinung ihrer Befürworter das Klassenkampfdenken mit der Folge abgebaut, dass Kooperation, (einvernehmlicher) Strukturwandel und ein erhöhter innerbetrieblicher Frieden sowie ein Vertrauensverhältnis zwischen Arbeitnehmern und Arbeitgebern die mitbestimmten Unternehmen kennzeichnet.

### Unternehmerverbände
Der Bundesverband der Deutschen Industrie (BDI) kritisiert mögliche Abschläge auf dem Kapitalmarkt und Schwächung des Standortes Deutschland als Ziel für die Ansiedlung von Holdings und internationalen Konzernen. Anstelle einer paritätischen Mitbestimmung plädiert der BDI für Rückführung der Mitbestimmung auf eine Drittelbeteiligung der Arbeitnehmer im Aufsichtsrat. Der damalige Präsident des BDI Michael Rogowski bezeichnete 2004 die paritätische Mitbestimmung als „Irrtum der Geschichte.“
Der Präsident des Bundesarbeitgeberverbandes der chemischen Industrie, Werner Wenning, verortete die Mitbestimmung im Kontext der Sozialen Marktwirtschaft: „Die soziale Marktwirtschaft zeichnet sich durch eine starke Betonung der Sozialpartnerschaft aus. Ein Schwerpunkt ist die Mitbestimmung, also die Einbeziehung der Arbeitnehmer sowohl bei betrieblichen als auch bei unternehmerischen Entscheidungen. Dieses Miteinander in der deutschen Wirtschaft unterstützt die soziale Stabilität unseres Gemeinwesens. Der Mitbestimmung kommt dabei eine wichtige Rolle in der demokratischen Kultur der Bundesrepublik Deutschland zu.“

### Manager
In einer Unternehmensbefragung von DAX-Unternehmen, in der Führungskräfte 1998 gefragt wurden, ob sie für oder gegen eine Abschaffung der Aufsichtsratsmitbestimmung seien, sprach sich nur eine Minderheit von 23 Prozent für eine Abschaffung aus, 53 Prozent sprachen sich tendenziell gegen eine Einschränkung, 18 Prozent gegen jede Einschränkung aus.
Dass führende Manager von Kapitalgesellschaften die Aufsichtsratsmitbestimmung eher erhalten als beseitigen möchten, ist auch die Meinung des Chefredakteurs des Manager-Magazins, Wolfgang Kaden. Die Manager lobten seine konsens- und friedensstiftende Wirkung. Sie erfreue sich allerdings vor allem deswegen so hoher Wertschätzung bei den Topmanagern, weil sie deren Macht ausweite, da die Mitbestimmung die Position des Kontrollorgans schwäche und somit die Position des Vorstands stärkt.

### Politik
Die Begründer der Sozialen Marktwirtschaft sprachen sich gegen eine paritätische Unternehmensmitbestimmung aus, befürworteten aber die betriebliche Mitbestimmung durch den Betriebsrat. Ludwig Erhard forderte eine saubere Trennlinie zwischen Mitwirkung, die ein Element der freien Marktwirtschaft sei, und Mitbestimmung, die in den „Bereich der Planwirtschaft“ gehöre. Alfred Müller-Armack lehnte eine Mitbestimmung durch betriebsfremde Gewerkschaftsmitglieder und die paritätische Mitbestimmung der Arbeitnehmervertreter im Aufsichtsrat ab, befürwortete aber die von Arbeitgeberseite zunächst abgelehnten erweiterten Mitbestimmungsrechte, die das novellierte Betriebsverfassungsgesetz 1972 dem Betriebsrat einräumte.
Nach Kurt Biedenkopfs Auffassung hat sich die paritätische Mitbestimmung im Grundsatz bewährt. In den Jahren 1968 und 1969 leitete er eine Kommission, die die Empfehlung aussprach, die paritätische Unternehmensmitbestimmung über die Montanindustrie hinaus in den großen Kapitalunternehmen der übrigen Wirtschaft einzuführen. Biedenkopf war damals Generalsekretär der CDU. Das aufgrund der Kommissionsempfehlung verabschiedete Mitbestimmungsgesetz von 1976 wurde mit überwältigender Mehrheit von 389 zu 22 Stimmen verabschiedet. Auch die FDP zählte damals zu dessen uneingeschränkten Befürwortern. Ihr damaliger Fraktionsvorsitzender, Wolfgang Mischnick, formulierte in der Gesetzgebungsdebatte: „Der gleiche Staatsbürger, der Gesetzgebungsorgane wählt, auf die Bildung seiner Regierung Einfluss nehmen kann, darf als Wirtschaftsbürger nicht wieder zum Untertan degradiert werden“. Später forderte die FDP jedoch die Abschaffung der paritätischen Mitbestimmung, die sie als „großen Hemmschuh für ausländische Investitionen in Deutschland“ bezeichnete.
Der Vorsitzende der Christlich-Demokratischen Arbeitnehmerschaft, Hermann-Josef Arentz, kommentierte die Äußerung des BDI-Präsidenten, Michael Rogowski, folgendermaßen: „Nicht die Mitbestimmung ist ein Irrtum der Geschichte, sondern die Position von Herrn Rogowski ist ein fundamentaler Irrtum.“ Die Mitbestimmung gehöre „zur Grundausstattung der Sozialen Marktwirtschaft“.
Eine vom früheren Bundeskanzler Schröder 2005 eingesetzte Kommission zur Evaluierung der Unternehmensmitbestimmung, wiederum unter der Leitung von Kurt Biedenkopf, argumentiert in ihrem 2006 vorgelegten Bericht der wissenschaftlichen Kommissionsmitglieder (die Arbeitgebervertreter legten eine abweichende Stellungnahme vor), dass sich die paritätische Unternehmensmitbestimmung auch wirtschaftlich bewährt habe und sieht keinen Grund zu einer grundsätzlichen Revision, sondern empfiehlt eine moderate Modernisierung (u. a. Öffnung für dezentral ausgehandelte Verhandlungslösungen, Vereinfachung des Wahlverfahrens, Mandate für Vertreter ausländischer, zum Konzern gehörender Belegschaften). Nach Aussage der Biedenkopf-Kommission 2006 ist die „deutsche Unternehmensmitbestimmung […] Teil einer europäischen Vielfalt unterschiedlicher Formen der Beteiligung der Arbeitnehmer an Entscheidungsprozessen von Kapitalgesellschaften“.
Bundeskanzlerin Angela Merkel bezeichnete die Mitbestimmung als „eine große Errungenschaft“. Sie sei „ein nicht wegzudenkender Teil unserer Sozialen Marktwirtschaft“. Die Aufgabe einer europatauglichen Weiterentwicklung der deutschen Unternehmensmitbestimmung zeige, dass Veränderungsbedarf bestehe. „Es geht darum, unsere Mitbestimmungssysteme flexibler zu gestalten und damit zukunftsfähig zu machen. Vielleicht ist der Weg, den wir auf europäischer Ebene beschritten haben, ein Ansatz, mit dem wir leben könnten.“ Merkel grenzt ihre eigene Kritik ab von der Kritik „mancher Arbeitgeber“, denen die Verfahren der Mitbestimmung „zu bürokratisch, zeitraubend und kostenintensiv und die gesetzlichen Systeme zu unflexibel“ seien. „Manchen sind die Aufsichtsräte zu groß. Die Besetzung mit oft unternehmensfremden Personen führt aus ihrer Sicht nicht selten zu sachfremden Entscheidungen. Darüber kann man viel sagen. Aber ich schließe mich dem nicht an“.
Die Arbeitsministerin Ursula von der Leyen (CDU) bescheinigte der Institution der Mitbestimmung im Vorwort zu dem von ihrem Ministerium herausgegebenen Band Mitbestimmung – eine gute Idee: „Die Mitbestimmung hat sich in Deutschland bewährt und ist ein Pfeiler unseres sozialen Friedens. Auch und gerade in der Wirtschaftskrise.“
Bundespräsident Joachim Gauck äußerte sich auf einer Gedenkveranstaltung zum 2. Mai 1933, als die Gewerkschaften von den Nazis zerschlagen wurden, wie folgt: „Demokratie verpflichtet, und sie öffnet zugleich Entwicklungsmöglichkeiten. Dafür ist die Geschichte der Mitbestimmung nach 1945 ein herausragendes Beispiel. […] Deutschland braucht weiter eine mit Leben erfüllte Interessenvertretung der Arbeitnehmer; es braucht Mitbestimmung in seinen Unternehmen! Deutschland braucht die gelebte Demokratie im Arbeitsalltag!.“

## Unternehmen ohne Mitbestimmung in Deutschland
Die Anzahl der in Deutschland ansässigen Unternehmen, die aufgrund einer ausländischen Rechtsform den Mitbestimmungsgesetzen nicht mehr unterliegen, steigt: „Gab es 2006 erst 17 in der Bundesrepublik ansässige Unternehmen mit mindestens 500 Beschäftigten, bei denen sich beispielsweise eine britische Limited, eine niederländische B.V. oder eine amerikanische Incorporated im Namen findet, waren es im November 2009 bereits 37.“ Bekannte Firmen, die so nicht mehr den Mitbestimmungsgesetzen unterliegen, sind z. B. United Parcel Service oder Air Berlin.